# 9. zračnoprevozni bataljon (Južni Vietnam)
9. zračnoprevozni bataljon (vietnamsko 9. Tieu-Doan Nhuy-Du; kratica 9. TDND) je bila padalska enota Armade Republike Vietnam.

## Zgodovina
Bataljon je bil ustanovljen leta 1965 in dodeljen Zračnoprevozni diviziji.
Med ofenzivo Tet je bil bataljon udeležen v bitko za Quang Tri.
Avgusta 1973 je bil bataljon premeščen v Đà Nẵng, da bi okrepil obrambo. Bataljon je avgusta 1973 sodeloval v bitki za hrib 1062.

## Organizacija
- štab
- podporna četa
- 1. strelska četa
- 2. strelska četa
- 3. strelska četa
- 4. strelska četa